# Чокер (фільм)
Чокер (Choker) — американський науково-фантастичний бойовик жахів 2005 року; сценарист і режисер Нік Валлелонга.

## Про фільм
Серійного вбивцю випускають на волю, щоб він полював та вбивав інопланетних істот, які можуть вижити, лише вселяючись у людські тіла.
Тим часом Гаг відчайдушно намагається втриматися від повернення до насильницького шляху.

## Знімались
| Актор            | Роль     |
| ---------------- | -------- |
| Пол Слоун        | Гаг      |
| Коллін Порш      | Слоун    |
| Гейлі Дюмон      | Лідер    |
| Нік Валлелонга   | Франк    |
| Ентоні Денісон   | Мерсер   |
| Суссе Будде      | Стейсі   |
| Роберт Рей Шафер | Кларк    |
| Катріна Ло       | Санто    |
| Джеймс Кваттрочі | Рурк     |
| Елла Томас       | Годіва   |
| Ніна Качоровскі  | Ніна     |
| Едріен Янік      | брюнетка |
| Джессі Корті     | репортер |